# Helena Kapełuś
Helena Kapełuś (ur. 21 maja 1927 w Żyrardowie, zm. 8 września 1999 w Warszawie) – polska polonistka, historyczka literatury, folklorystka, badaczka literatury Renesansu i ludowej, redaktorka naukowa, profesor i wykładowczyni akademicka.

## Życiorys
Urodziła się w rodzinie nauczycielskiej. Jej rodzicami byli Michał Kapełuś i Jadwiga z domu Rucińska. Program liceum realizowała uczęszczając w swoim rodzinnym mieście na tajne komplety, a potem kontynuując naukę w Liceum Ogólnokształcącym im. Stefana Żeromskiego w Żyrardowie, które ukończyła w 1945. W latach 1945–1950 studiowała filologię polską na Uniwersytecie Warszawskim, pisząc pracę magisterską u profesora Juliana Krzyżanowskiego. Jeszcze w trakcie studiów, w roku 1948, zatrudniła się w bibliotece Towarzystwa Naukowego Warszawskiego, skąd w 1951 przeniosła się do Biblioteki Narodowej, pracując tam do 1963, kiedy to uzyskała angaż w Pracowni Literatury Ludowej Instytutu Badań Literackich. Z pracownią tą pozostała związana do końca kariery zawodowej, kierując nią od 1967 r. Jednocześnie w roku 1970 zaczęła wykładać folklorystykę na Uniwersytecie Warszawskim, kontynuując to aż do 1983 r.
Doktorat obroniła na macierzystej uczelni w 1962 (promotorem był prof. J. Krzyżanowski), doktorem habilitowanym została w 1983 w Instytucie Badań Literackich, a tytuł profesora uzyskała w 1994.

## Tematyka badawcza
W badaniach folklorystycznych specjalizowała się głównie w bajkoznawstwie, ale analizowała też wątki ludowe w twórczości pisarzy polskich od epoki Renesansu po XX wiek oraz prowadziła studia nad historią folklorystyki. W zakresie historii literatury niezwiązanej z etnografią jej podstawową pracą była monografia o renesansowym poecie Stanisławie Kleryku (1962), ponadto opublikowała też pracę o krakowskim drukarzu z przełomu XV/XVI w. (1962) Janie Hallerze.

## Publikacje
H. Kapełuś była autorką lub współautorką przeszło 60 publikacji, w tym: 
- Kapełuś H., Krzyżanowski J., 1957: Sto baśni ludowych. Państwowy Instytut Wydawniczy (antologia wydana także w rodzimych językach w Bułgarii (1961), na Węgrzech (1962) i w Niemczech (1987)[8].
- Słownik folkloru polskiego (red. Krzyżanowski J., 1965) (autorka ok. 80 haseł)[8]
- Kapełuś H., Krzyżanowski J., 1970: Dzieje folklorystyki polskiej 1800-1863. Epoka przedkolbergowska. Wyd. Ossolineum, Wrocław.
- Kapełuś H., Krzyżanowski J., 1982: Dzieje folklorystyki polskiej 1864–1918. PWN i IBL PAN.
- Kapełuś H., 1991: O turze złotorogim. Szkice kolędowe. Instytut Badań Literackich PAN, Warszawa.

Redakcja naukowa wydań:
- Mikołaj Rej Wizerunek własny żywota człowieka poczciwego (red. z Władysławem Kuraszkiewiczem), 1971, w: Dzieła wszystkie Mikołaja Reja, tom 7. Biblioteka Pisarzy Polskich, ser. B, nr 17[1]
- Krzyżanowski J., 1962, 1963: Polska bajka ludowa w układzie systematycznym, t. 1 i 2. Wyd. II, Ossolineum, Wrocław.
- Krzyżanowski J., 1980: W świecie bajki ludowej. Państwowy Instytut Wydawniczy.

## Nagrody i upamiętnienie
- Nagroda Polskiej Akademii Nauk im. Aleksandra Brücknera (1965)[6]
- Nagroda zespołowa im. Zygmunta Glogera (1984)[2]
- Fascynacje folklorystyczne. Księga poświęcona pamięci Heleny Kapełuś (red. M. Kapełuś, Engelking A.). Wyd. Agade, Warszawa, 2002